# Modunda aeneiceps
Modunda aeneiceps är en spindelart som beskrevs av Simon 1901. Modunda aeneiceps ingår i släktet Modunda och familjen hoppspindlar. Inga underarter finns listade i Catalogue of Life.